# Bradley McGee
Bradley John McGee (født 24. februar 1976) er en tidligere australsk professionel cykelrytter, og nuværende cheftræner for New South Wales Institute of Sport. Som aktiv cykelrytter kørte han både bane- og landevejscykling.

## Banekarriere
Han begyndte som banerytter, og han har deltaget i fire olympiske lege på bane. Første gang var ved OL 1996 i Atlanta, hvor han stillede op i forfølgelsesløb, både individuelt og på hold. I den individuelle konkurrence kørte han femtehurtigst i kvalifikationsrunden og var dermed klar til de afgørende heats. I første runde besejrede han briten Graeme Obree med over seks sekunder, og i kvartfinalen vandt han over spanieren Juan Martínez, inden han i semifinalen tabte til italieneren Andrea Collinelli, der efterfølgende besejrede fransk Philippe Ermenault i kampen om guldet. McGee fik derpå bronze, da han var hurtigere end den anden tabende semifinalist, russeren Aleksej Markov. I holdforfølgelsesløbet var McGee ikke med i kvalifikationsrunden, hvor australierne blev nummer tre, men han var med i kvartfinalen, hvor Australien besejrede USA, inden holdet blev slået af det russiske hold i semifinalen. Russerne tabte efterfølgende finalen til Frankrig, mens Australien fik sølvet, da deres semifinaletid var bedre end italienernes i den anden semifinale.
Ved legene i 2000 i Sydney stille McGee op i de samme to discipliner. I den individuelle konkurrence havde han fjerdebedste tid i kvalifikationsrunden, hvorpå han slog russeren Vladimir Karpets klart i første runde og var dermed i semifinalen. Her tabte han til tyskeren Robert Bartko, som efterfølgende besejrede landsmanden Jens Lehmann i finalen. Denne gang blev der kørt et løb om bronzemedaljen, og her vandt McGee over briten Rob Hayles og tog dermed sin tredje OL-bronzemedalje. I holdforfølgelsesløbet var McGee igen ikke med i kvalifikationsrunden, hvor Australien blev nummer fem. I kvartfinalen kom de derpå op mod det stærke tyske hold og endte på en femteplads, mens tyskerne endte som olympiske mestre.
Ved OL 2004 i Athen stillede McGee igen op i forfølgelsesløbet. I det individuelle løb kom han som en af favoritterne efter at være blevet verdensmester i 2002, og i kvalifikationsrunden slog han den olympiske rekord med tiden 4.17,510 minutter, men tabte ikke desto mindre til verdensmesteren fra 2004, spanieren Sergi Escobar, ligesom også britiske Bradley Wiggins, verdensmester fra 2003, var under den olympiske rekord. I kvalifikationsrunden var det kun tiden, der betød noget, så McGee var med tredjebedste tid klar til første runde, hvor han fik revanche for nederlaget i semifinalen i 2004 ved at besejre Robert Bartko ganske klart. Hans tid var her næstbedst af alle, hvorved han kom i finalen. Her var han oppe mod Wiggins, og denne var over fire sekunder hurtigere og sikrede sig dermed guldet, mens McGee opnåede sin hidtil bedste OL-placering med sølvet; bronzen gik til Escobar. I holdforfølgelsesløbet var australierne favoritter som verdensmestre de seneste tre år. Igen sad McGee over, da hans holdkammerater kørte hurtigst af alle i kvalifikationsrunden. I runde ét kørte de med McGee mod litauerne og ikke blot indhentede dem, men satte samtidig ny verdensrekord i 3.56.610 minutter. Dermed var de i finalen, hvor de kørte mod briterne, og skønt briterne kom godt fra start, indhentede australierne dem ved omkring 1000 m og så sig derpå ikke tilbage. De vandt guld med 3½ sekunds forspring. Ud over McGee var Graeme Brown, Brett Lancaster, Luke Roberts, Peter Dawson og Stephen Wooldridge med på guldholdet.
McGees sidste OL blev i 2008 i Beijing, hvor han igen stillede op i forfølgelsesløb. I den individuelle konkurrence blev han nummer ni, mens Australien i holdkonkurrencen blev nummer fire.
Ud over sine medaljer ved OL vandt han fem guldmedaljer ved Commonwealth Games i forfølgelsesløb (tre individuelle og to med det australske hold).

## Landevejskarriere
Han kørte landevejscykling fra 1999, hvor han kørte for Française des Jeux, inden han i 2008 tog en enkelt sæson for Team CSC. Hans bedste resultater på landevej var sejr i prologen i Tour de France 2003, hvor han derpå kørte i den gule førertrøje i de næste tre etaper. Han vandt også prologen i Giro d'Italia 2004, og kørte året efter fire dage i førertrøjen i Vuelta a España. Han var den første australier, der kørte i førertrøjen i Spanien, og den første australier, der opnåede at kører i førertrøjen i alle tre Grand Tours.
Han blev i 2017 optaget i Australiens Sports Hall of Fame.